# آيت ابريم (شتوكة)
آيت ابريم هي إحدى مشيخات المملكة المغربية، تتبع جغرافيا لإقليم الجديدة وإداريًا لشتوكة. يقدر عدد سكانها بـ 10051 نسمة حسب الإحصاء الرسمي للسكان والسكنى لسنة 2004.